# Emidio Greco
Emidio Greco né le 20 octobre 1938 à Leporano, et mort le 22 décembre 2012 à Rome, est un réalisateur et scénariste italien.

## Filmographie
- 1973 : La Force et la Raison : Entretien avec Salvador Allende (Intervista a Salvador Allende: La forza e la ragione), court métrage coréalisé avec Roberto Rossellini
- 1974 : L'Invention de Morel (L'invenzione di Morel)
- 1982 : Ehrengard
- 1988 : L'arte e la società
- 1991 : Una storia semplice
- 1999 : Milonga
- 2002 : Le Conseil d'Égypte (it) (Il consiglio d'Egitto), d'après le roman Le Conseil d'Égypte
- 2007 : L'uomo privato (it)
- 2011 : Notizie degli scavi (it)